# José Sulaimán
José Sulaimán Chagnón (* 30. Mai 1931 in Ciudad Victoria, Tamaulipas, Mexiko; † 16. Januar 2014 in Los Angeles, Kalifornien, USA) war ein mexikanischer Sportfunktionär und von 1975 bis 2014, über 38 Jahre Präsident des Boxweltverbandes World Boxing Council (WBC).
2001 wurde er in die World Boxing Hall of Fame sowie 2007 in die International Boxing Hall of Fame aufgenommen. Laut Guinness-Buch der Rekorde war er der weltweit dienstälteste Präsident eines Sportverbandes.

## Werdegang
José Sulaimán wurde 1931 als Sohn einer syrischen Mutter und eines libanesischen Vaters in Mexiko geboren. Beginnend als Amateurboxer, betätigte er sich anschließend auch als Boxtrainer, Promoter, Ringrichter und Punktrichter, ehe er am 5. Dezember 1975 zum Präsidenten des WBC gewählt wurde, welchem er bereits seit 1968 angehört hatte. Unter seiner Leitung kam es 1983 zur Reduktion der maximalen Rundenanzahl bei Boxkämpfen von 15 auf 12, eine Regelung, die auch von allen anderen Boxverbänden übernommen wurde. Grund dafür war der tragische Tod von Kim Duk-koo im Kampf gegen Ray Mancini im November 1982, der auch den Selbstmord von Kims Mutter und des Ringrichters Richard Greene zur Folge hatte.
Sulaimán führte auch weitere neue Regelungen ein, um die Sicherheit für die Boxer zu erhöhen. Dazu zählte das Verschieben der letzten Abwaage vom Kampftag auf den Tag davor, um einer Dehydrierung der Sportler vorzubeugen. Weitere Änderungen waren die Einführung von Boxhandschuhen mit Ausnehmungen für die Daumen, Einführung neuer Gewichtsklassen, die verpflichtende ärztliche Untersuchung vor und nach den Kämpfen sowie Investierungen im medizinischen Bereich, um vor allem Gehirnverletzungen schneller erkennen und behandeln zu können.

## Kritik und Skandale
Kritisiert wurde er unter anderem für seine enge Zusammenarbeit mit Don King und daraus resultierenden Korruptionsvorwürfen. Manager und Promoter wie Mickey Duff (1929–2014), Lou Duva und Shelly Finkel äußerten mehrfach öffentlich die Meinung, dass Don King und José Sulaimán Kämpfe manipulierten, um ihren Einfluss auszuweiten. Als eines der bekanntesten Beispiele gilt der Kampf Pernell Whitaker gegen José Ramírez vom März 1988.
Weitere Konfliktpunkte waren seine scheinbare Bevorzugung mexikanischer Boxer für Titelkämpfe und einige kontroverse Titelaberkennungen (z. B.: Leon Spinks 1978 und Graciano Rocchigiani 2000).

## Tod
Der Vater von sechs Kindern hatte seit längerem Probleme am Herzen und musste sich im Oktober 2013 einer Bypass-Operation unterziehen. Von schweren Komplikationen am 30. Dezember 2013 erholte er sich nicht mehr und verstarb 2014 im Alter von 82 Jahren im Ronald Reagan UCLA Medical Center in Los Angeles.